# Demà moriré
Demà moriré (títol original, I will be murdered) és una pel·lícula documental espanyola del 2013 escrita, dirigida i produïda per Justin Webster, juntament amb TVE, Televisió de Catalunya, BBC, ITVS, i The Danish Film Institute. Ha estat rodada en castellà i en anglès.

## Sinopsi
El 10 de maig del 2009, el prestigiós i carismàtic advocat guatemalenc Rodrigo Rosenberg fou assassinat poc després de sortir a passejar en bicicleta a la ciutat de Guatemala. No sembla gens estrany en un país amb la taxa d'assassinats més alta del món després de 13 anys de guerra civil. Tanmateix, l'endemà Rosenberg va aparèixer a YouTube en un vídeo gravat dies abans de la seva mort, culpant al president de Guatemala Álvaro Colom Caballeros d'haver-lo matat. Dos dels clients de Rosenberg, Khalil i Marjorie Musa, havien estat assassinats unes setmanes abans. Això el va conduir a investigar un cas que, segons va dir als seus amics, temia que el portaria a la seva mort.
Milers de manifestants van sortir als carrers en senyal de protesta. El país estava a la vora d'un cop d'estat. Les Nacions Unides havien enviat al país un fiscal espanyol, Carlos Castresana Fernández, conegut per fer de fiscal al cas contra Augusto Pinochet, per tal d'investigar la lluita contra la impunitat judicial, i li van encarregar investigar el cas. Comença aleshores un viatge a l'ànima de Rodrigo Rosenberg, i a l'infern de la impunitat a Guatemala.

## Premis
El documental ha guanyat el premi Golden Strands Documentary Feature al TallGrass Film Festival (Estats Units) i una menció d'honor al millor documental a la Mostra Internacional de Cinema de São Paulo (Brasil) u ha estat seleccionada com una de les 10 pel·lícules "imprescindibles" del 2013 per IndieWire, després de ser estrenat a Toronto. També va guanyar el Premi Pro-Docs al DocsBarcelona de 2013 el Premi al Millor documental d'un director no llatinoamericà al Festival Internacional del Nou Cinema Llatinoamericà de l'Havana i el Premi al Millor Director en categoria Documental al 54è Festival Internacional de Cinema de Cartagena de Indias. Fou nominada al Gaudí a la millor pel·lícula documental.

## Crítiques
| «              | Si aquest documental comença com un thriller polític senzill, de mica en mica es converteix en alguna cosa infinitament més estranya. Una pel·lícula salvatge, inquietant i evocadora. | » |
| — The Guardian | |   |

| «         | El film és un emocionant thriller que porta a l'espectador pels insòlits i secrets descobriments d'una realitat que amagava el cas Rosenberg. | » |
| — El País | |   |